# Кочерлакота, Нараяна
Кочерлако́та, Ра́о Нарая́на (англ. Narayana Rao Kocherlakota; род. 12 октября 1963 года в городе Балтимор, штат Мэриленд, США) — американский экономист, профессор, двенадцатый президент Федерального резервного банка Миннеаполиса (2009—2015). В 2012 году журнал «Foreign Policy» включил Кочерлакоту в список Топ-100 мировых мыслителей.

## Биография

### Молодые годы
Кочерлакота родился в семье американки из пригорода Питсбурга и эмигранта индийского происхождения. Имя и фамилия отца свидетельствуют о том, что предки Кочерлакоты по отцу являлись вайшнавами (Нараяна — одна из форм Вишну). Отец, Субраманья Кочерлакота (Subrahmaniam Kocherlakota, 1935—2009 гг.), родился в Бангалоре (Индия) и получил образование в Бенаресском индуистском университете. Субраманья Кочерлакота преподавал статистику в течение 34 лет до выхода на пенсию в 2000 году. Мать, Кэтлин Кочерлакота (Kathleen Kocherlakota), как ранее и ее муж, преподает статистику в Манитобском университете (Виннипег, Канада). Родители Кочерлакоты получили ученые степени по статистике в Университете Джонса Хопкинса (Балтимор).
В возрасте 15 лет Кочерлакота поступил в Принстонский университет и в 1983 году стал бакалавром по математике. Первоначальные намерения Кочерлакоты заключались в изучении государственной политики, а свою будущую профессию видел в адвокатуре. В 1987 году Кочерлакота получил ученую степень доктора по экономике в Чикагском университете. Его научными руководителями были Ларс Петер Хансен (лауреат Нобелевской премии по экономике 2013 года) и Хосе Шейнкман из Принстонского университета. Диссертация называлась «Государственная неразрывность: теория и эмпирические последствия» и была посвящена теории полезности, принятию решений и связанных с ними рисками. «Нараяна был очень независимым студентом, — отзывался он нем Хансен, — он был необычайно эклектичен в своих исследованиях и легко перепрыгивал с одной дисциплины на другую».

### Научная деятельность
После получения экономического образования Кочерлакота начал преподавательскую деятельность в должности доцента в Школе менеджмента частного Северо-Западного университета (Иллинойс). Затем преподавал в качестве доцента в Айовском университете (Айова), профессора в Стэнфордском университете (Калифорния) и профессора в Миннесотском университете (Миннесота). В последнем университете Кочерлакота занимал должность декана экономического факультета в 2006-08 годах. Благодаря его активной деятельности и найму новых преподавателей университет поднялся с 15 на 10 место в американском рейтинге программ высшего экономического образования (U.S. News & World Report). В области научных интересов Кочерлакоты входили денежно-кредитная политика, ценообразование на финансовые активы и государственные финансы.
Кочерлакота является одним из соавторов так называемой теории новых динамических государственных финансов (New Dynamic Public Finance), которая представляет собой модель оптимального налогообложения с учетом минимальных ограничений на набор доступных налоговых инструментов и природу шоков, с которыми сталкиваются домохозяйства. Теория описывает компромисс между дестимулированием деловой активности, которое вызывается налогами, и хеджированием от шоков производительности, возможное благодаря перераспределению благосостояния. Работа Кочерлакоты раскрывает связь между динамическим оптимальным налогообложением, с одной стороны, и динамикой взаимодействия принципала и агента, с другой стороны. Особенности взаимодействия принципала и агента могут учитываться при разработке оптимального налогообложения. В Принстонском университете в 2010 году по теме опубликована его научная монография.
В 2006 году входил в состав комитета по номинациям международного Эконометрического общества. В 2009 г. выступал редактором журнала «Theoretical Economics», в 2003—2005 и 2009 годах — редактором журнала «Review of Economic Dynamics».

### Профессиональная деятельность в ФРС США
Вместе с академической деятельностью Кочерлакота в 1996—1998 годах занимался исследованиями в Федеральном резервном банке Миннеаполиса на позиции экономиста-исследователя. В 2009 году Кочерлакота избирается на должность президента Федерального резервного банка Миннеаполиса. Он также входил в состав Федерального комитета по операциям на открытом рынке. В банке Кочерлакота курировал все направления, включая надзор и регулирование, а также платежные услуги. В год назначения Кочерлакоте исполнилось 46 лет, и он был самым молодым президентом регионального федерального резервного банка. Новый президент рассматривался как один из ведущих международных макроэкономистов, мало известный за пределами академического мира.
Считается, что на посту президента банка он поддерживало мягкую денежно-кредитную политику. Кочерлакота известен активной публичной позицией в защиту политики ФРС США. В 2011 году он настаивал, что мягкая политика ФРС США не была причиной «мыльного пузыря» на американском рынке недвижимости в 2000-х годах. В 2011 году совместно с двумя другими членами Федерального комитета по операциям на открытом рынке Кочерлакота выступал «против» принятия публичных обязательств по сохранению околонулевой краткосрочной процентной ставки в течение следующих двух лет. В 2014 году Кочерлакота оказался единственным, кто голосовал «против» завершения ФРС США программы покупки активов (QE) из-за того, что он продолжал считать, что инфляция все еще слишком низка и повышение процентной ставки будет ошибкой из-за низкой вероятности достижения инфляцией целевого ориентира в 2 % в 2018 году (по состоянию на 2017 год ОЭСР прогнозировала инфляцию в США в 2,2 % на 2018 г.).
Кочерлакота выступал против законопроекта о реформе ФРС США (Fed Oversight Reform and Modernization Act of 2015), предлагавшего американскому центральному банку формально следовать такому правилу денежно-кредитной политики как правило Тейлора. Кочерлакота также не поддерживал наделение ФРС США тройным мандатом, — целями ценовой стабильности, максимальной занятости и финансовой стабильности, — полагая, что ФРС США следует придерживаться только первых двух целей.
Газета штата Миннесота «Star Tribune» положительно отозвалась об итогах работы Кочерлакоты: он был и остается красноречивым сторонником низких процентных ставок, оказывал активную региональную поддержку приятию решений ФРС США и обеспечивал прозрачность денежно-кредитной политики. Под его руководством исследовательское подразделение Федерального резервного банка Миннеаполиса вышло на новый качественный уровень.

### Карьера после ФРС США
После завершения работы в Федеральном резервном банке Миннеаполиса Кочерлакота получил должность профессора экономики в частном Рочестерском университете (Нью-Йорк) в 2016 году. Его научные интересы после ФРС США охватывают теорию денег и платежей, деловые циклы, экономику финансовых рынков, государственные финансы и теорию динамических игр и контрактов, а также денежно-кредитную политику. Читает для студентов лекции по теории денег, кредита и банковскому делу, а для аспирантов — по теории монетарной экономики и финансовых рынков. С 2016 г. стал колумнистом Bloomberg View.

## Ученики Кочерлакоты
В качестве научного руководителя Кочерлакота курировал диссертации ряда молодых экономистов. Среди наиболее известных — Илхиок Шим (главный экономист Банка международных расчетов), Гильерме Кармона (профессор Университета Суррея, Великобритания), Иоанна Грипари (старший научный сотрудник Института им. Макса Планка, Германия), Екатерина Карташова (экономист Банка Канады).

## Личная жизнь
У Нараяна Кочерлакоты есть брат Рама Кочерлакота. Нараяна женат на Барбаре Маккатчен (Barbara McCutcheon), которая, как и он, получила ученую степень доктора по экономике в Чикагском университете. Его жена преподает в Миннесотском университете в должности профессора на факультете финансов. В число хобби Кочерлакоты входят рэп-музыка и рок-музыка Джека Уайта, он любит комедийный телесериал «Сайнфелд» и профессиональный футбол.

## Издания
- Kocherlakota N. The New Dynamic Public Finance. Princeton University Press, 2010.